# Jean Bouhier (1624-1714)
Pour les articles homonymes, voir Jean Bouhier.
Jean Bouhier est un parlementaire français né à Dijon en 1624, où il est mort en 1714.

## Biographie
Seigneur de Fontaine-lez-Dijon et de Pouilly, fils d'Étienne Bouhier, également conseiller au Parlement et de sa seconde épouse, Madeleine Giroud, il épousa, quant à lui, Jeanne Claude Bernardon.
Jean Bouhier fut nommé conseiller au parlement de Dijon en 1653. Il est notamment le père du premier évêque de Dijon, Jean Jacques Bouhier.